# Burg Löwenstein (Ilanz)
Die spärlichen Ruinen der ehemaligen Burg Löwenstein liegen auf 790 m ü. M. oberhalb des Ortsteiles Casanova auf dem Gemeindegebiet von Ilanz im schweizerischen Kanton Graubünden. 

## Anlage

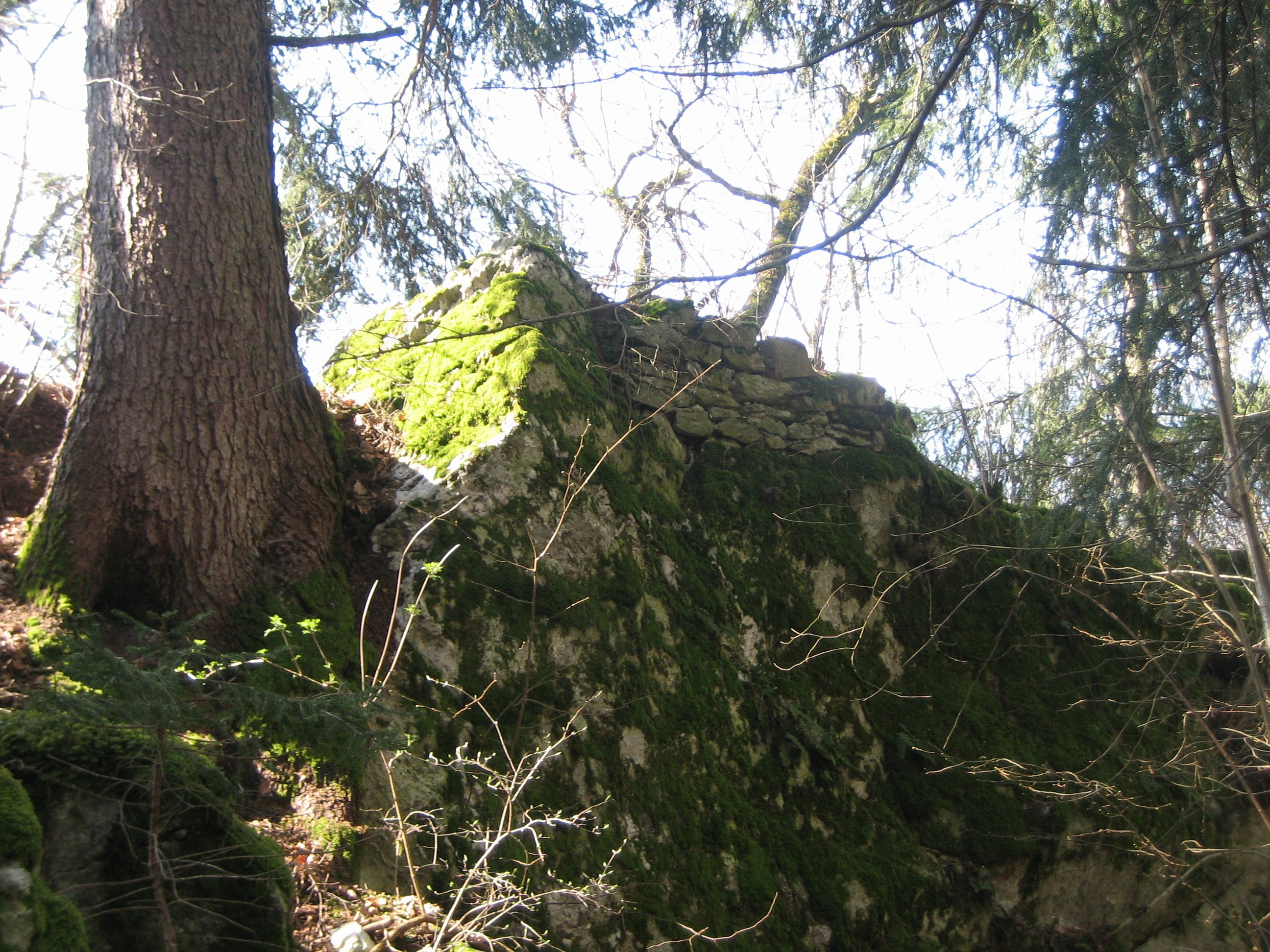
Mauerrest

Der Burgplatz lag auf einem steil nach Süden geneigten Felskopf oberhalb der Kantonsstrasse Laax – Ilanz. Von den rechteckigen Mauerspuren im Ausmass von 16 auf 22 m, die Clavadetscher/Meyer anfangs der 1980er Jahre noch feststellten, ist heute kaum mehr etwas zu sehen. Die Hügelkuppe ist stark überwachsen und wie die Anlage einst ausgesehen haben mag, lässt sich nicht mehr feststellen. Erhalten haben sich im Südwesten eine Mauerecke eines Fundaments und im Nordwesten ein Mauerrest bei einer vermuteten Traverse. Die zahlreichen Steine und Schuttmassen deuten auf ansehnliche Bauten hin.

## Geschichte
Schriftliche Unterlagen über Entstehung und Geschichte der Burg fehlen. Die Lokalisierung erfolgt aufgrund der Beschreibung der Chronisten Ulrich Campell aus dem 16. Jahrhundert: Löwenstenium ad Antium inde remotum Grüneccium (Löwenstein bei Ilanz und etwas davon entfernt Grüneck). Da der Name Löwenstein besser zu einer freistehenden Burg passt als zu einem Adelsturm in der Stadt ist anzunehmen, dass Campell damit die hier beschriebene Anlage meinte.
Die Herren von Löwenstein werden 1275 erstmals als Zeugen erwähnt, letztmals um 1303. Bezeugt sind sie als militis senoiris (Ritter).